# Rudolf Witzig
Rudolf Witzig (ur. 14 sierpnia 1916 w Röhlinghausen, zm. 3 października 2001 w Oberschleißheim) – niemiecki oficer.

## Życiorys
Karierę wojskową rozpoczął 1 kwietnia 1935, kiedy dołączył do 16 Batalionu Pionierów (16 Pionierbatallion – również zwanym „batalionem inżynierów”) w Höxter jako oficer kandydat. 20 kwietnia 1937 został awansowany na porucznika.
1 sierpnia 1938 dołączył do nowo utworzonej Fallschirn-Infanterie-Batallion (Batalion Spadochroniarzy) dowodzonym przez majora Richarda Heidricha. Dwa miesiące później zdobył kwalifikacje spadochroniarskie. 1 stycznia 1939 batalion został wcielony do Luftwaffe.
Witzing został oficerem inżynierii. W lipcu 1939 roku awansował na porucznika i objął dowództwo Pionierzug der Fallschirm-Sturm-Abteilung „Koch” (Inżynierski Pluton Spadochroniarski Szturmowy Koch).
W 1940 Rudolf Witzig dowodził grupą szturmową „Granit” na Fort Eben-Emaël. Dowodził również 9 Kompanią Luftlande podczas operacji Merkury na Krecie, gdzie został ciężko ranny. Później walczył w północnej Afryce i na froncie wschodnim.
Po II wojnie światowej służył w szkole saperów Bundeswehry, a w 1974 przeszedł w stan spoczynku.